# 彰化鄭成功廟
彰化鄭成功廟位於臺灣彰化縣彰化市，該寺廟主祀鄭成功，有部分建築構件（如三川殿、兩廊的楹柱、石珠等）是原彰化白沙書院拆解後拿來再利用。臺灣早期的鄭成功廟（如臺南延平郡王祠等）大多已改建，相較之下彰化鄭成功廟仍大致保有原貌。

## 沿革

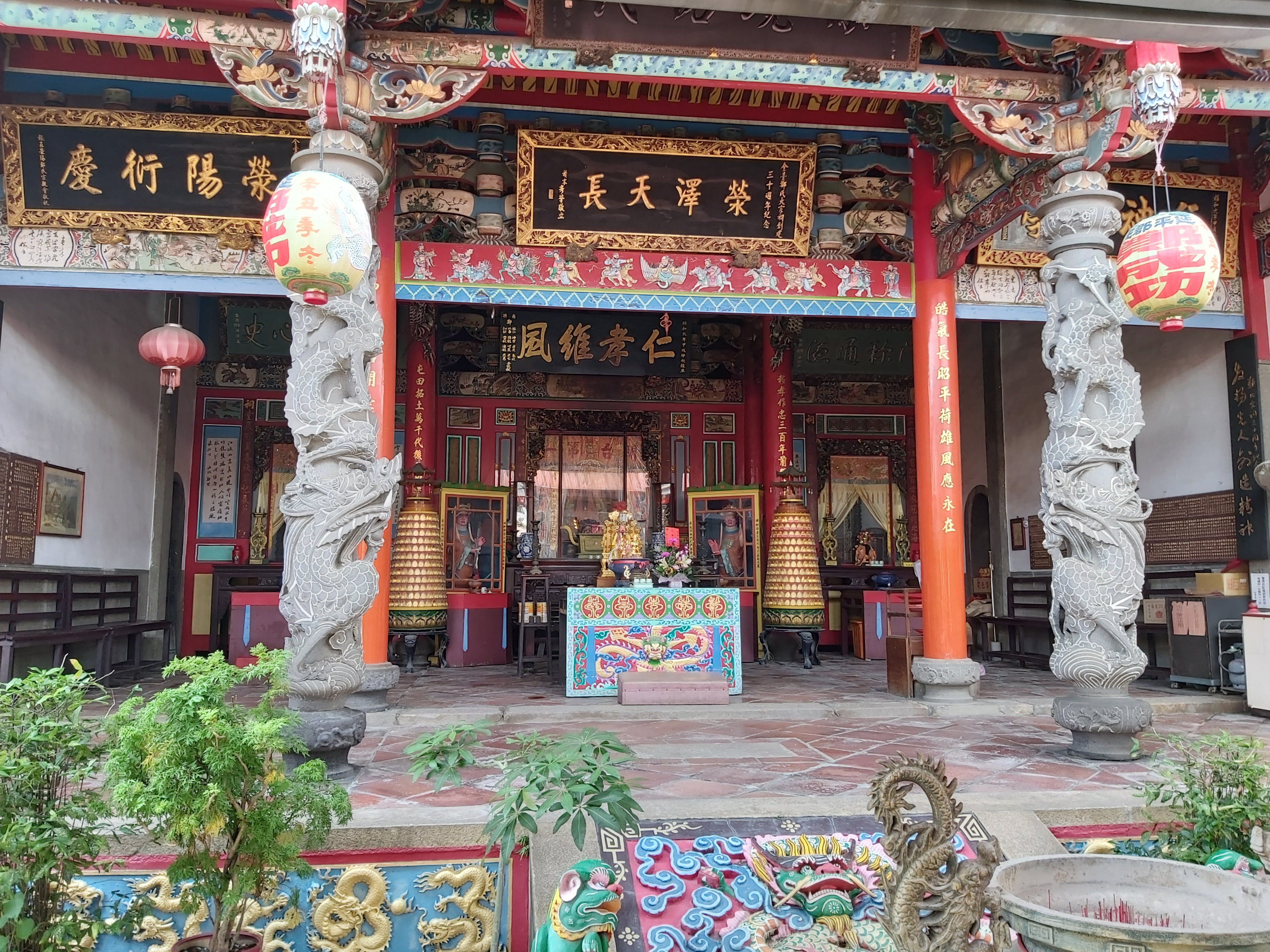
彰化鄭成功廟正殿

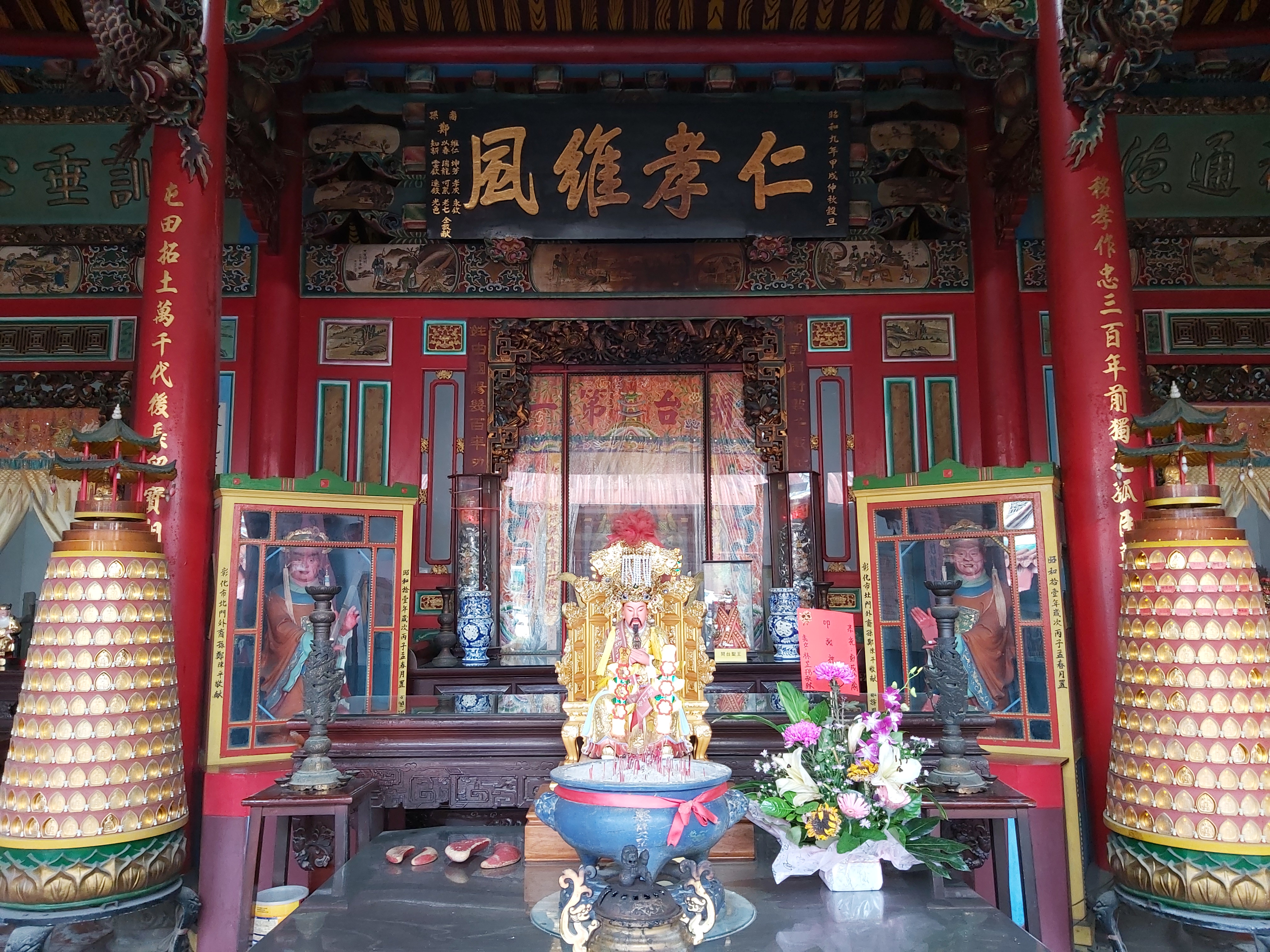
彰化鄭成功廟主龕

彰化鄭成功廟的歷史可追溯至日治時代大正六年（1917年），當時鄭龍與鄭清標二人隨彰化天后宮前往湄州天后宮進香後，又到福建南安石井鄭成功家廟參拜並迎回神像一座，回臺後暫祀於彰化天后宮。後來鄭維仁等人發起成立宗親會，並打算興建祠堂，獲宗親多人的一致贊同。於是該祠堂（即鄭成功廟）經募款籌建後，於昭和3年（1928年）開始動工，落成於昭和13年（1938年）。
二次大戰之後，於民國六十八年（1979年）成立財團法人彰化鄭成功廟管理組織予以管理，之後廟宇曾於民國七十五年（1986年）修建三川殿，十一年後（1997）年整修屋頂，而民國九十七年（2008年）又再次進行整修。於民國一百零一年（2012年）5月23日公告為彰化縣歷史建築。

## 建築
彰化鄭成功廟座西向東，廟前有寬廣廟埕。廟宇面寬七開間，格局相當於兩進的四合院。該廟正殿供奉有鄭成功神像，此外還有財神爺與鄭家歷代祖先神位。東西兩廡則是供有鄭姓宗族長生祿位、功德牌位，而三川門內兩側供有甘輝將軍與萬禮將軍。

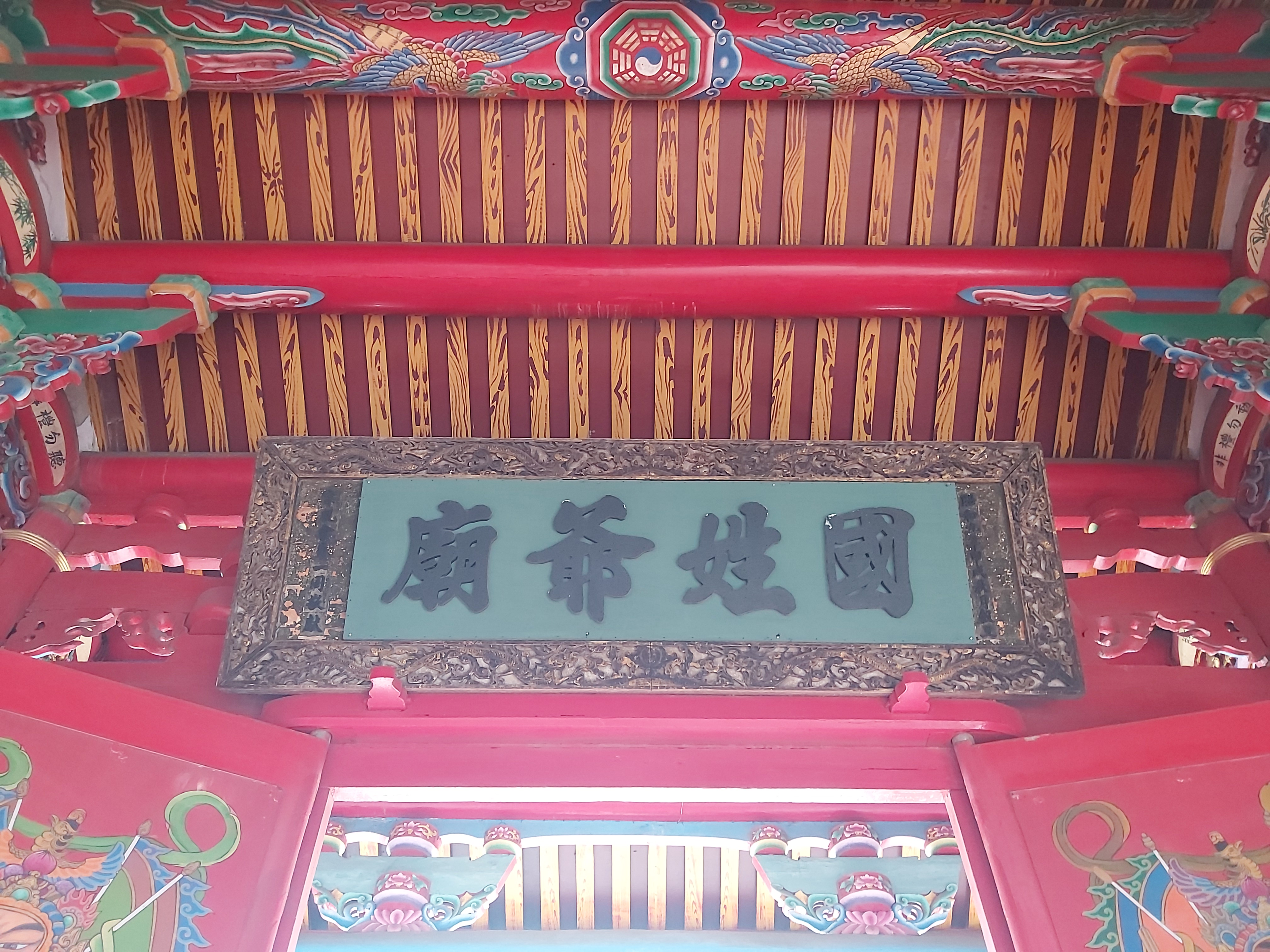
「國姓爺廟」門匾
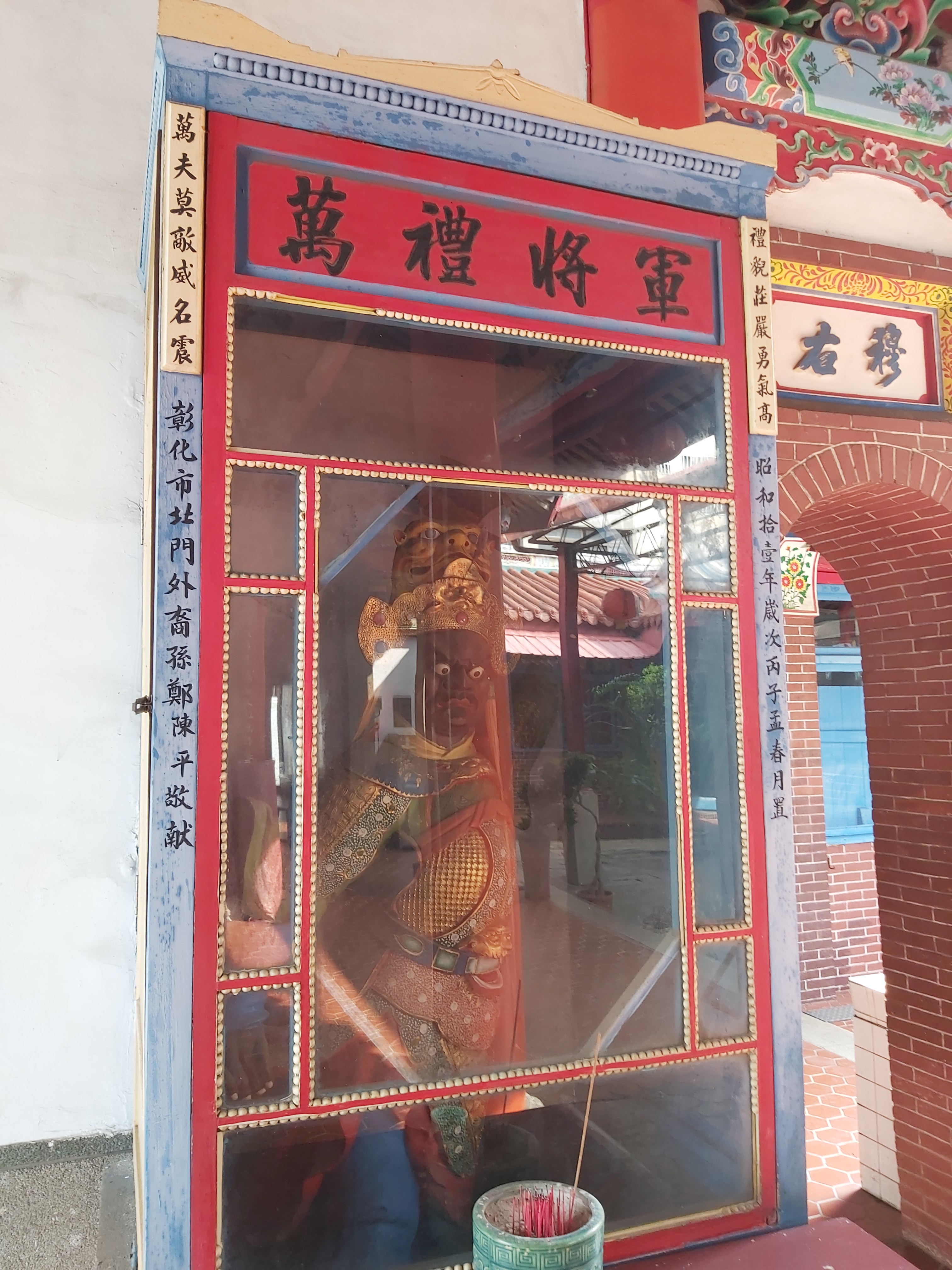
萬禮將軍
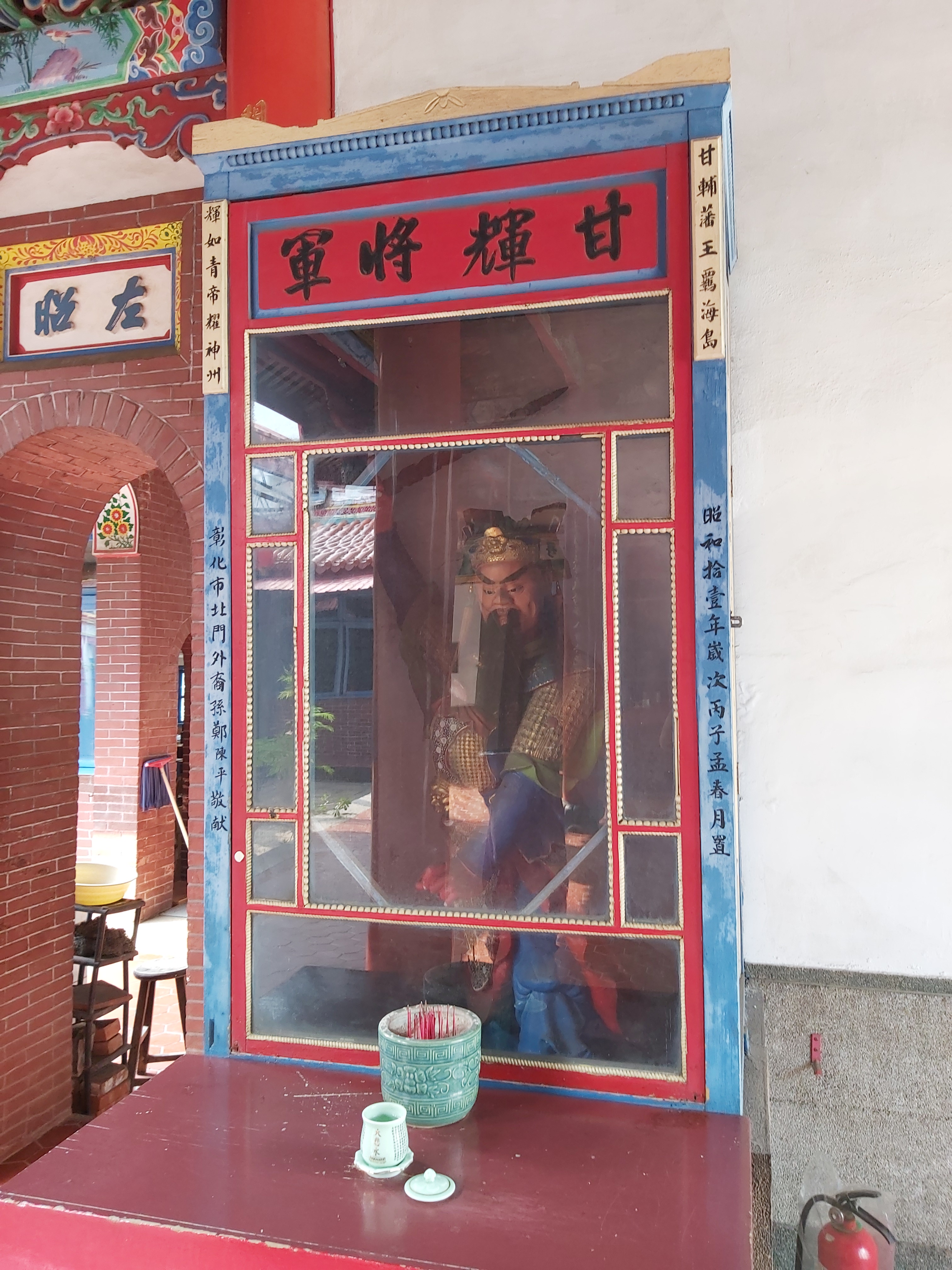
甘輝將軍
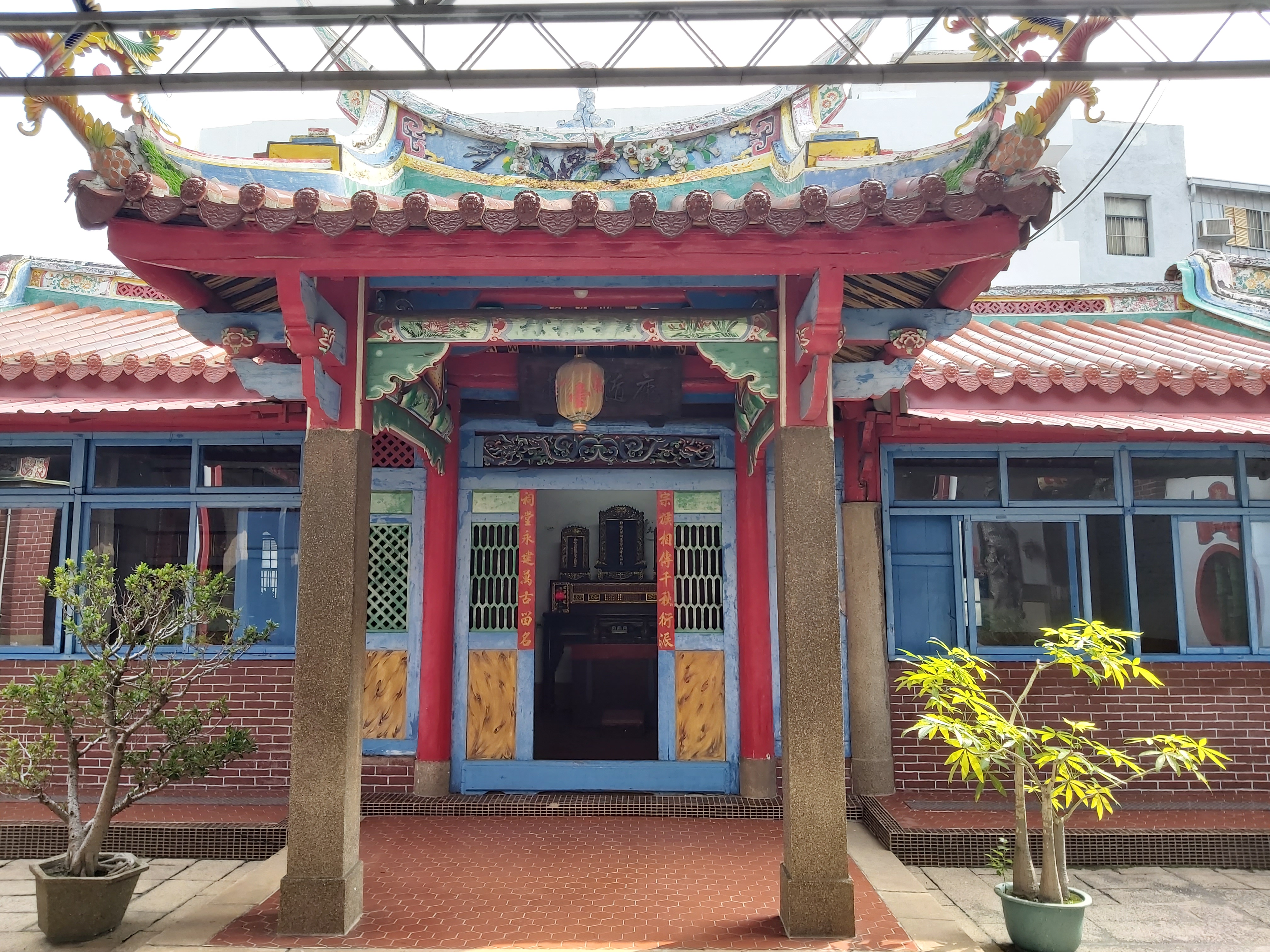
西廡
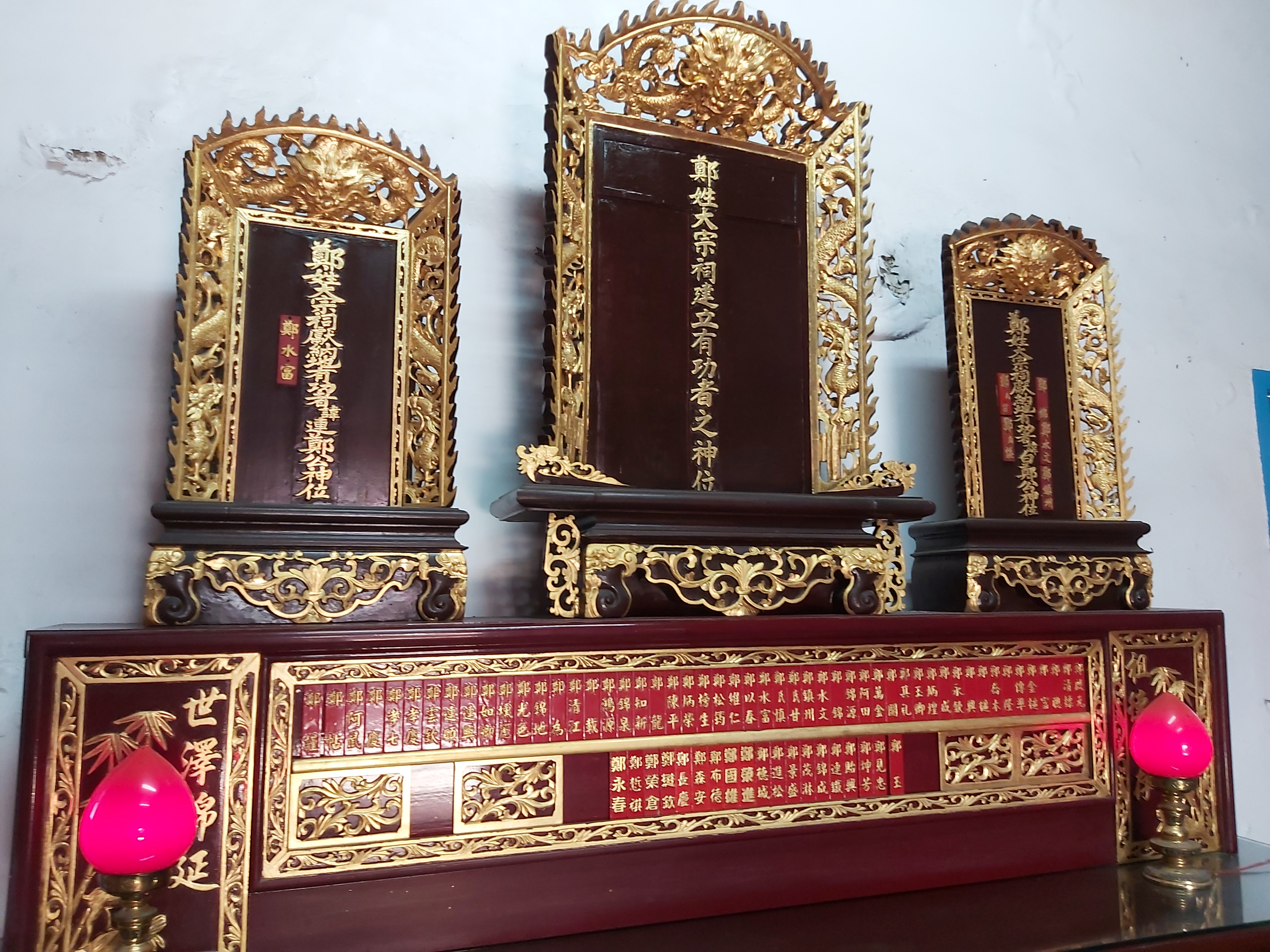
西廡神位
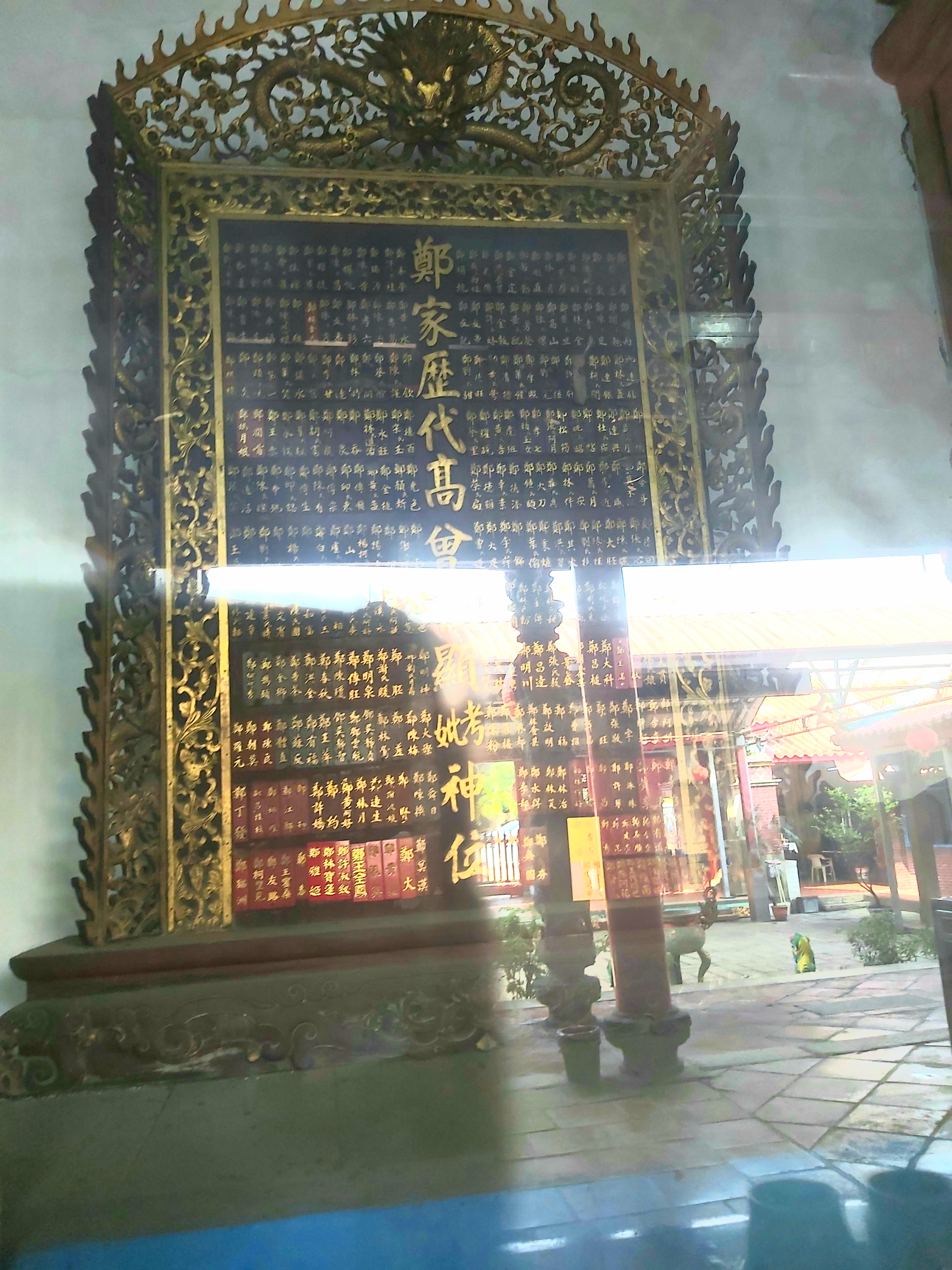
正殿右龕神位
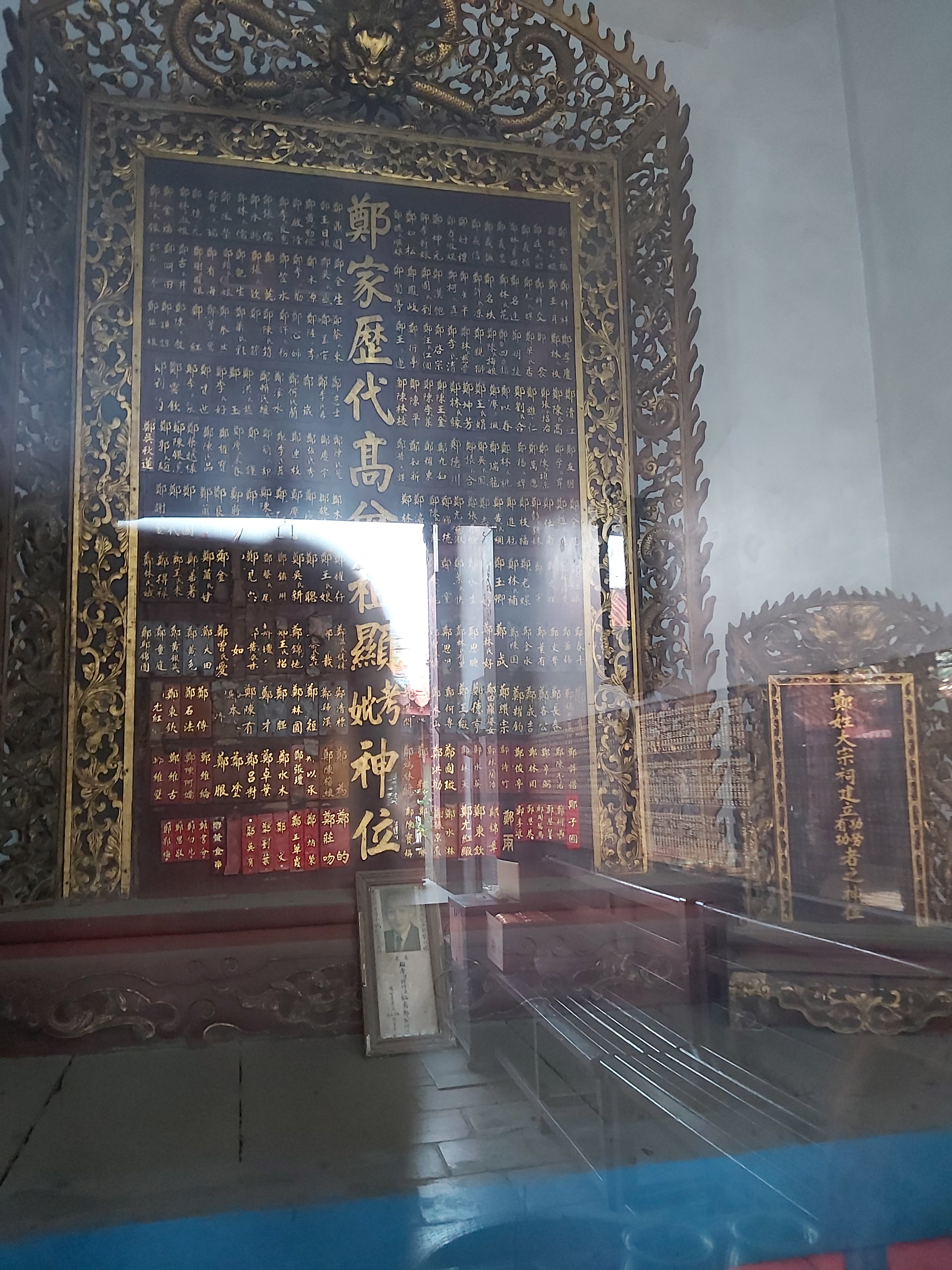
正殿左龕神位
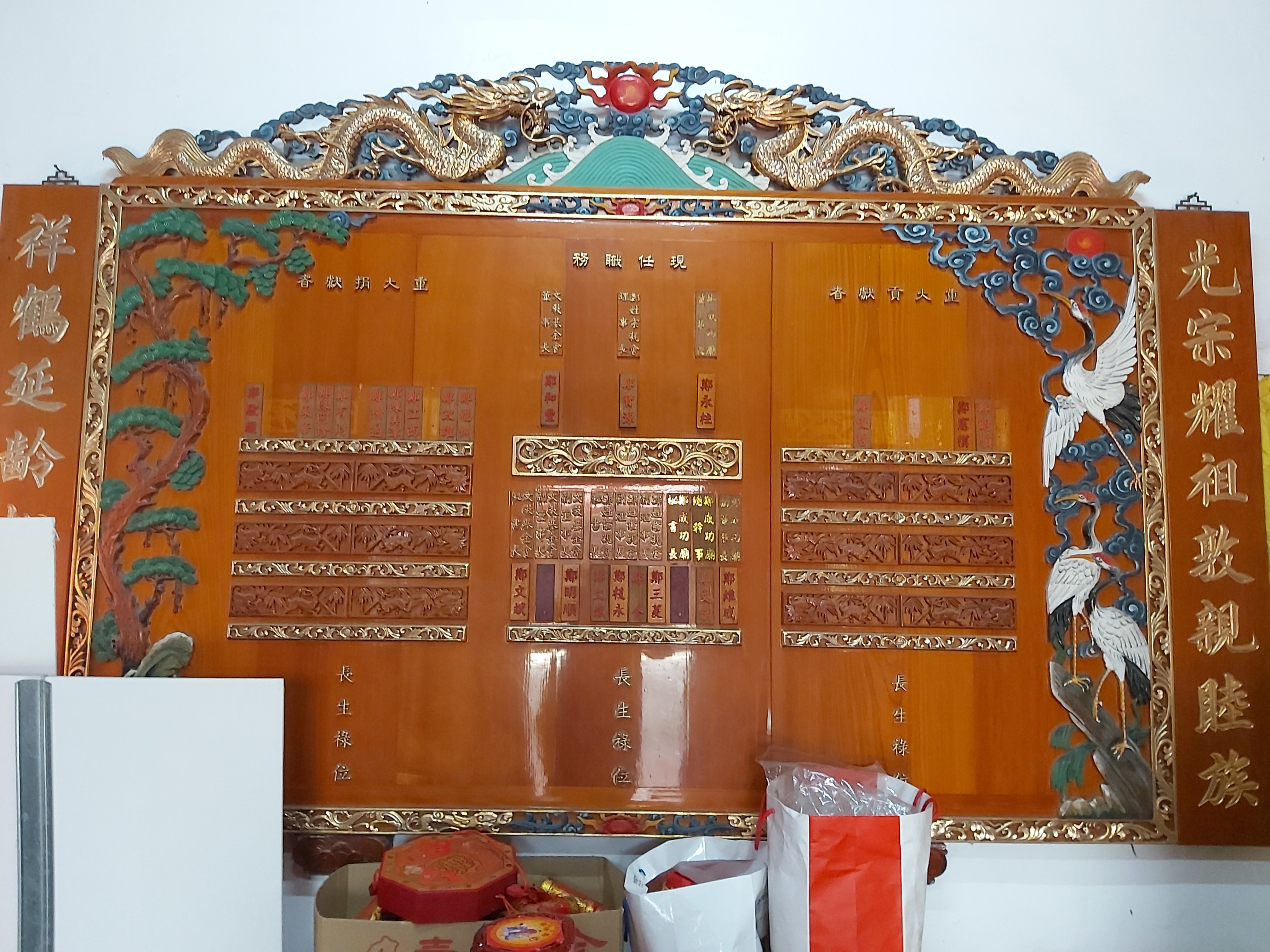
東廡長生祿位廳
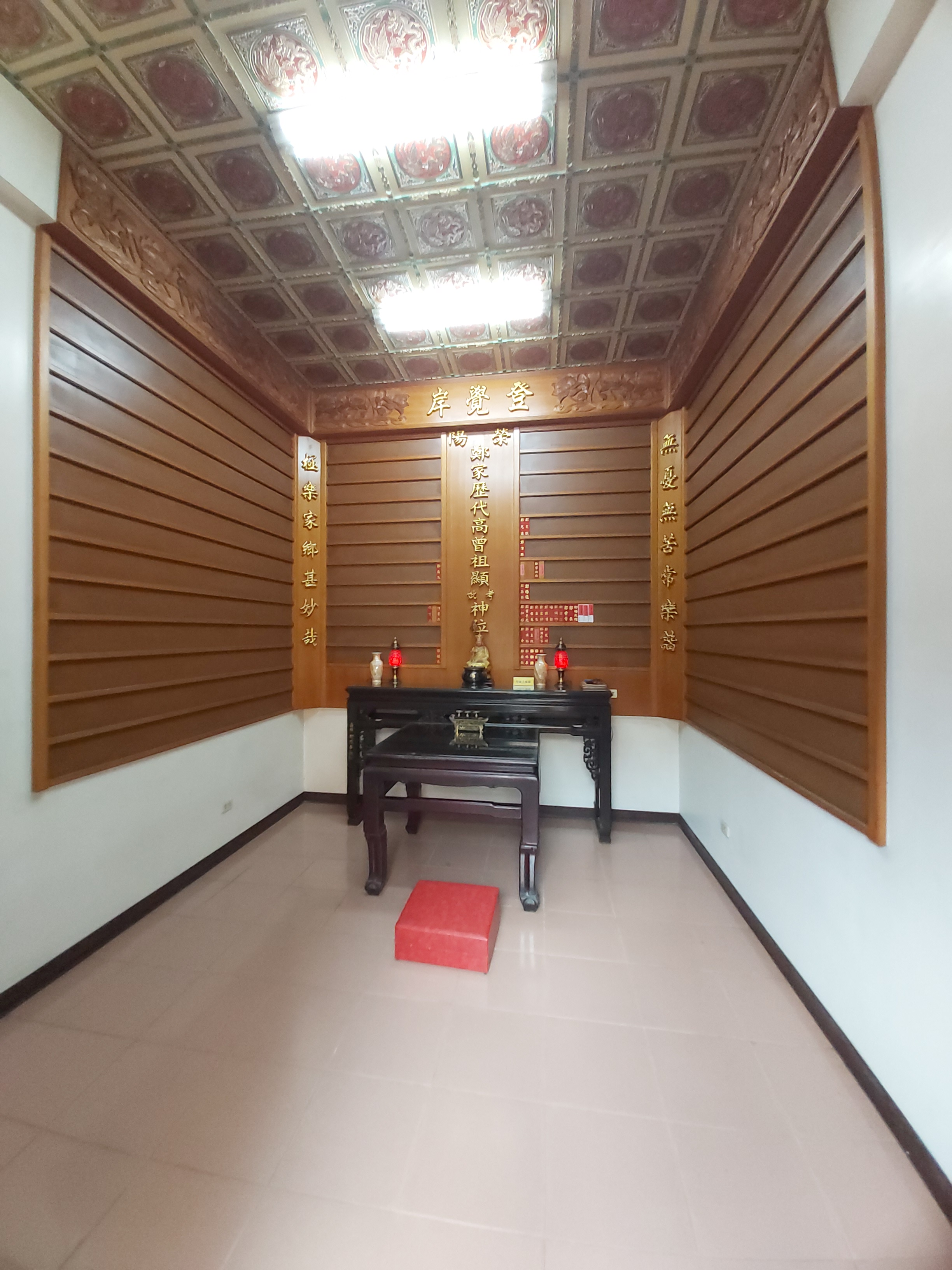
滎陽鄭家祖龕
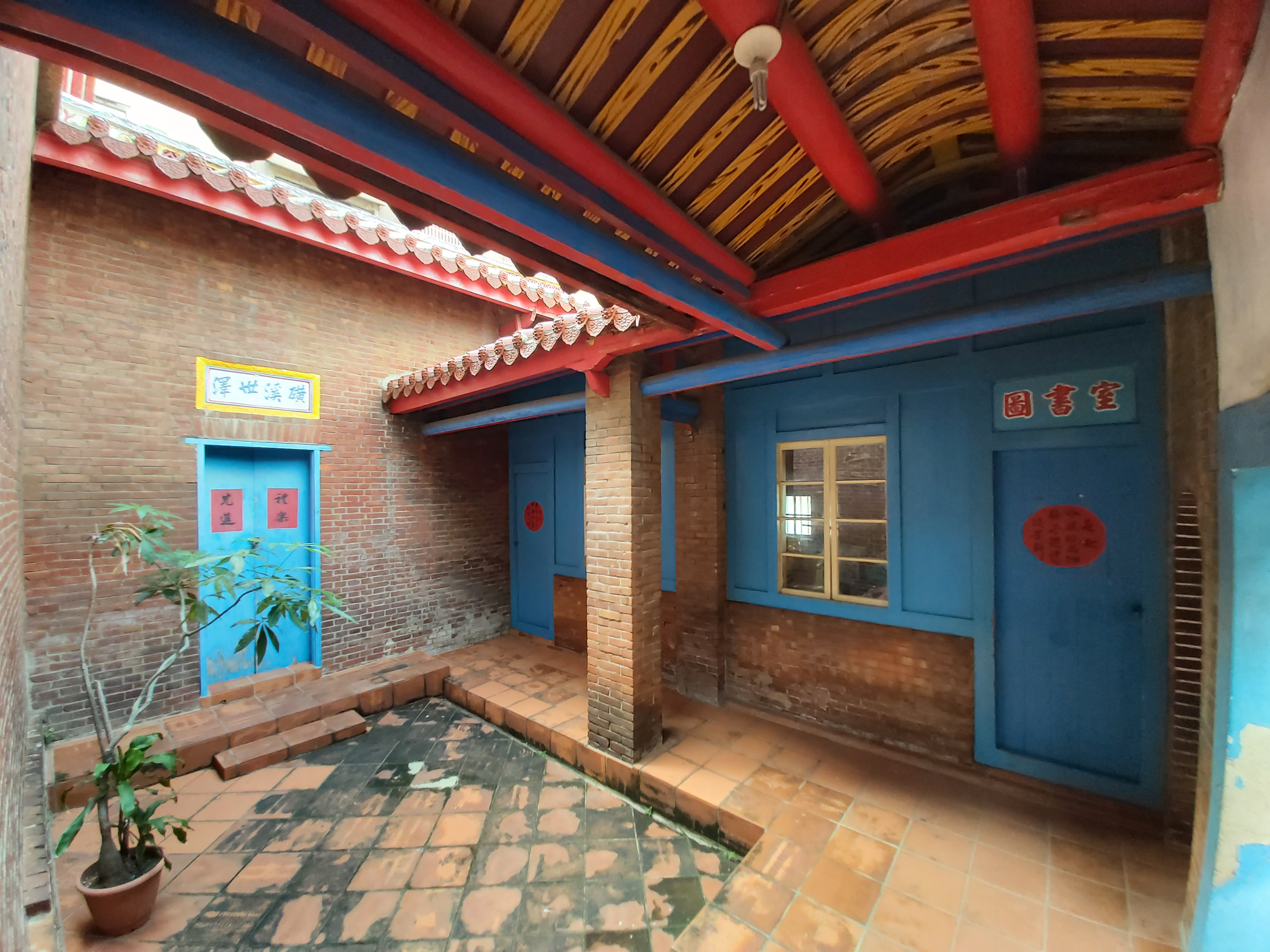
圖書室

## 軼事
2023年發現三川殿廟簷上的福祿壽之南極仙翁頭部斷裂。